# تسويد (سياسة لغوية)

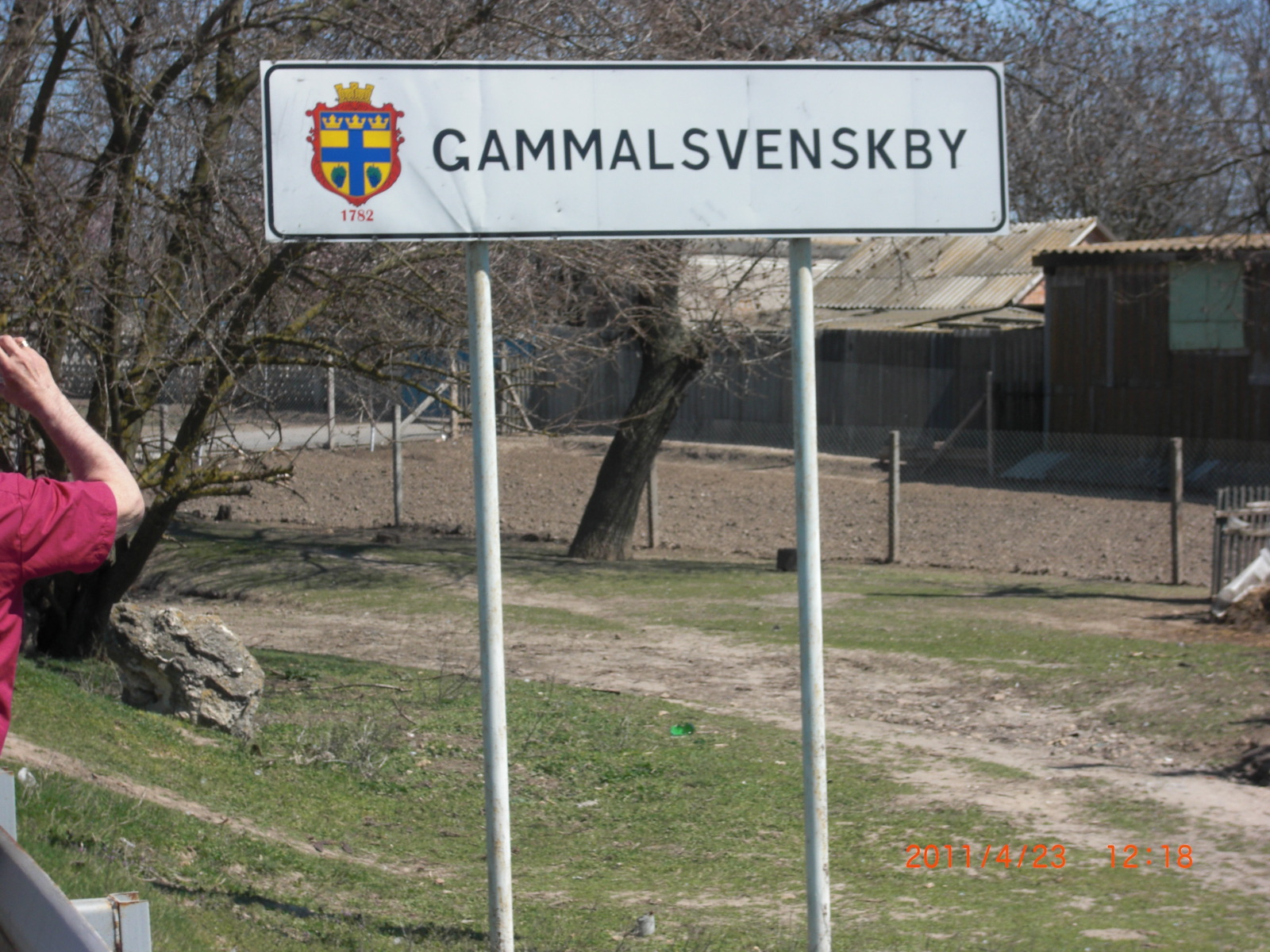
غامالسفينسكبي، قرية سويدية في جنوب أوكرانيا، أُنشئت في القرن الثامن عشر على أيدي سويديو إستونيا المطرودين.

يشير مصطلح التسويد إلى نشر اللغة السويدية والشعب والثقافة السويدية، أو السياسات التي أدخلت هذه التغيرات.

## تسويد مدينة سكانيا
عقب معاهدة سوكيلده، والتي كانت إحدى المعاهدات التي أنهت حرب الشمال الثانية بنجاح، تنازلت الدنمارك-النرويج عن جميع مناطق سكونه لاند التاريخية للإمبراطورية السويدية في أوائل 1658. وكان أحد أهم القضايا التي اهتمت بها الإمبراطورية السويدية هي كيفية جعل سكان سكانيا مضبوغين بالثقافة السويدية. وفي 16 نيسان 1658، تجمع نواب من سكانيا وبلكينغه ونبلاء هالاند ومواطنون ورجال دين وفلاحون ليوم غضب في قاعة مدينة مالمو، وعند إشارةٍ معينة انحنى أمناء ديوان المظالم على ركبهم وأعلنوا الإخلاص لملك السويد حسب القَسم الذي تم كتابته بواسطة أمين السر. ولم يكن ملك السويد كارل العاشر غوستاف حاضراً بنفسه ولكن تم تمثيله بكرسي فارغ محاطاً بجنودٍ سويديين.
عُقد في 1662 في مالمو ما يُدعى بيوم المزرعة، حيث أعلن السكان قبولهم الضرائب والأنظمة الجديدة والتي تختلف كلياً عن القانون الدنماركي. وكانت القوانين الجديدة تحتوى على فكرة «ليلا تولن» وهي جمارك منخفضة. حيث كانت جميع البضائع التي تجلب إلى المدن يوضع عليها جمارك، كما هو الحال في جميع المدن السويدية.
وتم فرض عددًا من القوانين الأخرى، ففي كل مجلس مدينة يجب أن يوجد على الأقل شخصان سويديا المولد بين أعضاء المجالس. كما في جميع أنحاء السويد، قُسمت المدن إلى تجمعات ومستوطنات. واضطر العديد من المواطنين لمجالس البلدية. في نفس الوقت، حصل سكان مدينة سكانيا على تمثيل في البرلمان السويدي، على عكس المناطق الأخرى التي احتلتها الإمبراطورية السويدية.
عندما وصل كارل العاشر غوستاف إلى هلسينغبورغ في 1658، التقى بالأسقف بيدر وينستروب من لوند على الرصيف البحري. أصبح الأسقف قوة دافعة لتأسيس جامعة لوند كثقل سويدي موازن لجامعة كوبنهاغن. في 1666، أُنشئت الجامعة تحت اسم "Regia Academia Carolina". وجرى حفل الافتتاح في كانون الثاني 1668.
تسويد مدينة سكانيا لم يتم حتى حوالي عامين من بعد صلح روسكيلده. اقترح يوهان يلنخارنا أنه كان ينبغي أن يتم ذلك عن طريق الهجرة القسرية إلى البلطيق، وهو أمر لم يتم تنفيذه.